# Miguel Samudio
Miguel Ángel Ramón Samudio, genannt Miguel Samudio, (* 27. August 1986 in Capiatá) ist ein paraguayischer Fußballspieler.

## Karriere

### Verein
Nach seiner ersten Saison 2007 als Profi beim Club Sol de América, wechselte Miguel 2008 zum Club Libertad und avancierte gleich in der ersten Spielzeit dort zum Leistungsträger.
Zur Saison 2014 wechselte er auf Leihbasis für ein Jahr nach Brasilien zum Cruzeiro EC aus Belo Horizonte. Die Verpflichtung wurde vom Verein aufgrund der Erfahrung von Miguel in den internationalen Vereinswettbewerben vorgenommen. Hintergrund ist der Gewinn der brasilianischen Meisterschaft 2013 durch Cruzeiro und somit die Spielberechtigung für die Copa Libertadores 2014. Nach der Série A 2014 und der erfolgreichen Titelverteidigung durch Cruzeiro, verließ der Spieler den Klub.
Am 16. Dezember 2014 gab der Club América aus Mexiko die Verpflichtung von Samudio bekannt. Gleich in seiner ersten Saison wurde er mit dem Klub mexikanischer Meister und Sieger in der CONCACAF Champions League 2014/15. Bei dem Klub blieb er bis Ende 2017, dann wechselte er innerhalb Mexikos zum Querétaro Fútbol Club.
Nach Auslaufen seines Vertrages, kehrte Samudio im Juli 2019 in seine Heimat zurück. Er unterzeichnete einen Kontrakt bei Club Olimpia. Bei dem Klub blieb er bis März 2020. Im September des Jahres wurde bekannt, dass er wieder bei seinem ersten Profiklub Club Sol de América unterzeichnet hat.
Die Saison 2021 verbrachte Samudio bei Sportivo Luqueño und kehrte Anfang 2022 zu seiner ehemaligen Wirkstätte Club Libertad zurück. Die Saison 2023 verbrachte der Spieler bei Liverpool Montevideo in Uruguay. Hier gewann er die nationale Meisterschaft, die Primera División (Uruguay) 2023. In 33 Spielen trug er zwei Tore bei. Nach acht weiteren Pflichtspielen in der Saison 2024 wurde sein Vertrag am 19. April aufgelöst. In dem Jahr trat er dann noch für den Tacuary Football Club an. Zum Jahresbeginn 2025 wechselte der Spieler zum CA Cerro.

### Nationalmannschaft
Im Jahr 2009 wurde der Spieler das erste Mal für die Nationalmannschaft nominiert und war von 2009 bis 2017 Stammspieler.

## Erfolge
Libertad
- Primera División (Paraguay): 2008 Apertura und Clausura, 2010 Clausura, 2012 Clausura, 2022 Apertura

Cruzeiro
- Staatsmeisterschaft von Minas Gerais: 2014
- Campeonato Brasileiro de Futebol: 2014

América
- Liga MX: Apertura 2014
- CONCACAF Champions League: 2014/15, 2015/16

Olimpia
- Primera División (Paraguay): 2019 Clausura

Liverpool
- Supercopa Uruguaya: 2023, 2024
- Primera División: 2023